# Стовпівська сільська рада (Ярунський район)
Стовпівська сільська рада — колишня адміністративно-територіальна одиниця та орган місцевого самоврядування у Ярунському районі Волинської округи, Київської та Житомирської областей Української РСР з адміністративним центром у селі Стовпи.

## Населені пункти
Сільській раді на час ліквідації були підпорядковані населені пункти:
- с. Солянка;
- с. Стовпи.

## Історія та адміністративний устрій
Створена 18 грудня 1928 року в складі с. Стовпи та колонії Солянка Мокренської сільської ради Ярунського району Волинської округи.
Станом на 1 вересня 1946 року сільська рада входила до складу Ярунського району Житомирської області, на обліку в раді перебували села Солянка та Стовпи.
Ліквідована 11 серпня 1954 року, відповідно до указу Президії Верховної ради Української РСР «Про укрупнення сільських рад по Житомирській області», територію та населені ради приєднано до складу Хижівської сільської ради Ярунського району Житомирської області.